# George A. Baer
George Adolf Baer (auch Adolf Baer; * 1903; † 1994) war ein Schweizer Grafiker und Buchbinder. Seine Arbeiten sind einer traditionsverbundenen Gestaltung zuzuordnen.

## Leben
Baer hatte an der Cuneo Press bei Leonard Mounteney in Chicago gelernt und später dort gearbeitet, u. a. für Mosher Press Fine Bindings. Anschliessend lehrte er Buchbinderei an der Kunstgewerbeschule Kassel und ab 1927 an der Gewerbeschule Lixouri (heute TEI Ionion Nison). 1937 zog er nach Zürich, wo er am Münsterhof 10 eine Buchbinderei eröffnete. Diese gab sehr exklusive Bücher in nummerierten Kleinstauflagen von 50 bis 500 Stück heraus, meist im Auftrag von Autoren oder Verlegern, vergleichbar mit der Ernst-Engel-Presse. Der Entwurf der Einbände stammte stets von Baer selbst.

## Werke
Einige von Baer ausgestattete Bücher:
- Robert Forrer: Archäologisches zur Geschichte des Schuhes aller Zeiten. Dem Bally-Schuhmuseum gewidmet. Verlag des Bally-Schuhmuseums, Schönenwerd 1942.